# Hugo Simson
Nils Hugo Fredrik Simson, född 31 mars 1910 i Göteborg, död 1970 i Göteborg, var en svensk  typograf, målare, tecknare och grafiker. 
Simson arbetade ursprungligen som typograf och studerade teckning vid Slöjdföreningens skola i Göteborg innan han studerade målning för Sigfrid Ullman vid Valands målarskola 1932–1937. Ett studiebesök vid olika danska museer väckte hans intresse för konstnärer som William Scharff, Paul Cézanne och Alfred Sisley och efter studietiden reste han på en längre studieresa till Frankrike, Italien och Spanien. Han tilldelades ett resestipendium ur Emil Bergs fond från Konstakademien 1954 och Göteborgs stads kulturstipendium 1963. Under Torsten Renqvists tjänstledighet höstterminen 1955 tjänstgjorde han som ledare för Valands målarskola. Han debuterade i en utställning på Trägårdhs konstgalleri i Göteborg 1939 och ställde därefter ut separat på bland annat Konstgalleriet i Göteborg, Färg och Form i Stockholm, Malmö museum och på Lilla Galleriet i Stockholm. Tillsammans med Folke Heybroek ställde han ut på Lorensbergs konstsalong och tillsammans med Georg Paulsen och Robert Lund Jensen i Borås samt tillsammans med Nanna Johansen-Ullman och Bengt Kristenson i Stenungsund. Han medverkade flitigt i olika samlingsutställningar runt om i landet och medverkade ett flertal gånger i Sveriges allmänna konstförenings utställningar på Liljevalchs konsthall i Stockholm. Hans konst består av figurkompositioner, stilleben, porträtt, landskap, interiörbilder. Simson är representerad vid Moderna museet, Göteborgs konstmuseum, Vänersborgs museum och Borås konstmuseum.